# Autre histoire
Autre histoire (укр. «Інша історія») — пісня Жана-Жака Гольдмана, записана в 1981 році.  Увійшла до його першого студійного альбому «Démodé».

## Про пісню
Лірична композиція «Autre histoire» має характерні елементи французького шансону тогочасся. Темпову вокальну партію Жан-Жак супроводжує мелодійним гітарно-клавішним награванням та вокально-хоровим піснеспівом. Пісню переспівували: і сам автор, й інші французькі виконавці.

## Фрагмент пісні
Фрагмент пісні (перший куплет і приспів):
J'ai vu le théâtre et je connais les décors

La pièce d'un acte joue encore

Je connais le texte, les costumes et les acteurs

Les répliques, je les sais par cœur

L'histoire est banale, elle n'intéresse personne

Le public est rare, j'en vois même un qui dort

Une vie qui passe, une vie en deux heures

Moi, le premier acteur, je rêve d'un auteur

Une autre histoire, une autre histoire

Ecrivez-moi une autre histoire

Une autre histoire, une autre histoire

J'voudrais bien vivre une autre histoire